# Municipio de Bassettville
El municipio de Bassettville (en inglés, Bassettville Township) es un municipio ubicado en el condado de Decatur, Kansas, Estados Unidos. Según el censo de 2020, tiene una población de 18 habitantes.
Abarca un área exclusivamente rural.

## Geografía
Está ubicado en las coordenadas 39°41′54″N 100°41′4″O / 39.69833, -100.68444. Según la Oficina del Censo de los Estados Unidos, el municipio tiene una superficie total de 92.80 km², correspondientes en su totalidad a tierra firme.

## Demografía
Según el censo de 2020, hay 18 personas residiendo en la zona. La densidad de población es de 0.2 hab./km². La totalidad de los habitantes son blancos. No hay hispanos o latinos viviendo en la región.